# Trémomètre
Un trémomètre / trémographe ou ataxiamètre / ataxiagraphe est un dispositif permettant de tester la capacité d'un individu à maintenir immobile une partie de son corps ou à la mouvoir en maîtrisant son geste, et qui pour cela mesure les caractéristiques des tremblements involontaires qu'il présente en tentant de le faire (fréquence, amplitude).
Ils sont par exemple utilisés pour mesurer les conséquences d'un effort physique, mais aussi dans les détecteurs de mensonge, ou encore pour apprécier un état d'ivresse.
Des dispositifs similaires sont employés comme jeux d'adresse. Ils reposent sur l'utilisation d'une propriété conductrice. Le sujet tient un instrument dans sa main, et doit le passer dans une ouverture étroite, l'instrument et le support étant tous deux conducteurs et reliés à un même circuit électrique ; s'il tremble et qu'il en touche les bords, il ferme le circuit, ce qui déclenche un dispositif d'alerte quelconque (émission d'un son, éclairage d'une lampe).